# Gnorismoneura zyzzogeton
Gnorismoneura zyzzogeton es una especie de polilla del género Gnorismoneura, tribu Archipini, familia Tortricidae. Fue descrita científicamente por Razowski en 1977.

## Distribución
La especie se distribuye por China.